# Duke Ellington & John Coltrane
| Recensione    | Giudizio |
| ------------- | -------- |
| AllMusic      |          |
| Down Beat     |          |
| Rolling Stone |          |

Duke Ellington & John Coltrane è un album discografico di musica jazz di Duke Ellington e John Coltrane registrato il 26 settembre 1962 e pubblicato nel febbraio 1963 dalla Impulse! Records.

## Descrizione
Per Ellington, questa fu una delle tante collaborazioni con altri grandi jazzmen che fece agli inizi degli anni sessanta, come quelle con Count Basie, Louis Armstrong, Coleman Hawkins, Max Roach e Charles Mingus. Insolitamente però, si trovò a suonare in un contesto abbastanza ridotto, un classico quartetto jazz (in questo caso composto da sassofono, pianoforte, contrabbasso e batteria), piuttosto che in una big band come era suo solito. Il quartetto venne costituito oltre che da Ellington e da Coltrane, i due leader, anche dai contrabbassisti e batteristi di ciascun gruppo, che si alternarono nelle diverse tracce sull'album. I brani registrati per il disco comprendono standard composti da Ellington (In a Sentimental Mood), nuove composizioni di Ellington, e un nuovo brano a firma di Coltrane (Big Nick).
Per Coltrane, il disco fu l'occasione di lavorare con uno dei più grandi musicisti jazz di sempre. L'album fu uno dei dischi che registrò all'inizio degli anni sessanta utilizzando uno stile maggiormente conservatore e accessibile, come in John Coltrane and Johnny Hartman o Ballads. Nonostante le loro differenze di "background" musicale, stilistico, e di età  (Ellington aveva all'epoca 63 anni mentre Coltrane ne aveva 36), sembra che i due musicisti abbiano collaborato insieme interagendo fra di loro senza nessun problema apparente.
Coltrane si sentì molto onorato di aver potuto collaborare con Ellington, dichiarò infatti: «Sono stato davvero onorato di aver avuto l'opportunità di lavorare con Duke. È stata un'esperienza meravigliosa. Lui ha stabilito degli standard di qualità assoluta che io non ho ancora raggiunto. Mi sarebbe piaciuto aver potuto lavorare di più sui brani incisi insieme, ma credo che le prestazioni non avrebbero avuto la stessa spontaneità. E non avrebbero potuto essere migliori!»

## Tracce
1. In a Sentimental Mood – 4:12 (musica: Duke Ellington)
2. Take The Coltrane – 4:40 (musica: Billy Strayhorn)
3. Big Nick – 4:25 (musica: John Coltrane)
4. Stevie – 4:20 (musica: Duke Ellington)
5. My Little Brown Book – 5:20 (musica: Billy Strayhorn)
6. Angelica – 5:56 (musica: Duke Ellington)
7. The Feeling of Jazz – 5:30 (musica: Bobby Troup, Duke Ellington e George T. Simon)

## Musicisti
- Duke Ellington: pianoforte
- John Coltrane: sax tenore, eccetto in Big Nick, dove suona il sax soprano
- Jimmy Garrison: contrabbasso (tracce 2,3,6)
- Aaron Bell: contrabbasso (tracce 1,4,5,7)
- Elvin Jones: batteria (tracce 1-3, 6)
- Sam Woodyard: batteria (tracce 4,5,7)